# تشارلز هول
كان تشارلز هول (من مواليد 6 ديسمبر من عام 1863، وتوفي في 27 ديسمبر من عام 1914) مخترعًا ورجل أعمالٍ وكيميائيًا أمريكيًا اشتُهر باكتشافه –عام 1886- لطريقة غير مكلفة لإنتاج الألمنيوم الذي أصبح أول معدن يحقق انتشارًا واسعًا جدًا بعد اكتشاف الحديد في عصور ما قبل التاريخ. كان هول أحد مؤسسي شركة ألكوا لإنتاج الألمنيوم. جمع هول، مع ألفريد هانت، ومجموعة من خمسة أفراد آخرين وهم، شريكه في مختبر بيتسبرغ للاختبارات، جورج هوبارد كلاب، ومديره في مختبر الكيميائيات دبليو. إس. سامبل، ورئيس شركة كاربون ستيل، هوارد لاش، وميلارد هانسايكر مدير المبيعات في نفس الشركة، وروبرت سكوت، مراقب المطاحن في شركة كارنيجي للصلب، مبلغ 20 ألف دولار لإطلاق شركة استخلاص الألمنيوم في بيتسبورغ، التي أصبحت فيما بعد تعرف بشركة أمريكا للألمنيوم، ومن ثم أُطلق عليها اسم شركة ألكوا.

## سيرته الذاتية

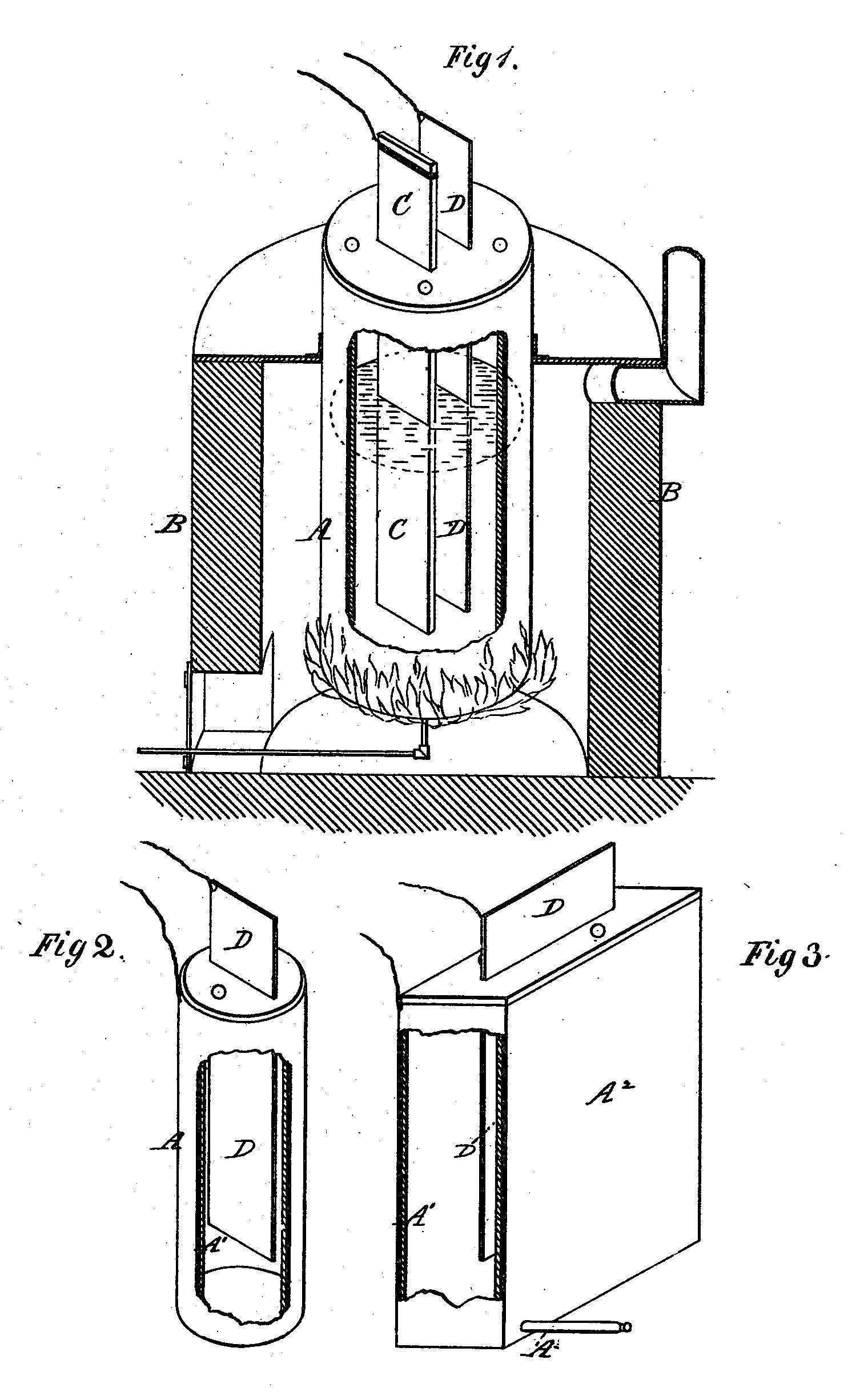
براءة اختراع هول في التحليل الكهربائي للألمنيوم

### أولى سنوات حياته
ولد تشارلز مارتن هول لأبٍ يدعى هيرمان باست هول وأم تدعى سوفرونيا ه. بروكس في 6 ديسمبر من عام 1863 في مدينة ثومبسون التابعة لولاية أوهايو في الولايات المتحدة. تخرج والد تشارلز، هيرمان، في كلية أوبرلين في عام 1847 ودرس لثلاث سنوات في حوزة أوبرلين للعلوم اللاهوتية، حيث التقى بزوجته المستقبلية سوفورينا بروكس. تزوجا في عام 1849 وأمضيا معًا السنوات العشر التالية من حياتهما في العمل التبشيري في جامايكا حيث ولد أول خمسة من أبنائهما الثمانية. عادا إلى أوهايو في عام 1860 بعد أن اضطرت الإرساليات التبشيرية الأجنبية إلى الإغلاق عقب الحرب الأهلية. كان لتشارلز هول أخوين اثنين وخمس أخوات؛ توفي أحد أخويه في المهد. ساعدته إحدى أخواته، الكيميائية جوليا برينرد هول (1859-1925) في أبحاثه.
بدأ هول تعلمه في المنزل، وعلمته أمه القراءة في سن مبكرة. اعتاد هول، عندما كان في السادسة من عمره، على استخدام كتاب الكيمياء الجامعي الذي امتلكه والده والمكتوب في أربعينيات القرن التاسع عشر للقراءة. في الثامنة من عمره دخل مدرسة عامة، وتقدم بسرعة كبيرة.
انتقلت عائلة هول إلى أوبرلين في أوهايو في عام 1873. أمضى ثلاث سنوات في ثانوية أوبرلين وسنة واحدة في أكاديمية أوبرلين تحضيرًا للكلية. خلال هذا الوقت، أبدى مؤهلاته للكيمياء والاختراع، مجريًا تجاربه في المطبخ والعرزال الخشبي الملحق بمنزله. التحق هول في عام 1880 وعندما كان بعمر السادسة عشر بكلية أوبرلين.
في فصله الدراسي الثاني حضر هول باهتمام شديد محاضرة الأستاذ أوبرلين فرانك فانينغ جيويت عن الألمنيوم؛ وهناك، استعرض جيويت عينة الألمنيوم التي حصل عليها من فريدريك فولر في جامعة غوتينغن، وعلق عليها: «في حال تمكن شخص ما من الوصول إلى عملية ما يمكن من خلالها صناعة الألمنيوم للاستخدام التجاري، فلن يكون شخصًا محسنًا للعالم وحسب، بل سيكون أيضًا قادرًا على جني ثروة كبيرة لنفسه».

### الاكتشاف
كانت أولى تجارب هول في اكتشاف عملية إرجاع الألمنيوم في عام 1881. حاول دون نجاح أن ينتج الألمنيوم من الطين من خلال إذابته مع الكربون في أثناء تلامسه مع الفحم وكلورات البوتاسيوم. ثم حاول تحسين الطرق الكهرليتية (الإلكتروليتية) المكتشفة مسبقًا بالبحث عن طرق أرخص لإنتاج كلوريد الألمنيوم، وفشل في ذلك أيضًا. خلال سنته الأخيرة في الكلية، حاول هول صنع محلول كهرليتي لفلوريد الألمنيوم في الماء، ولكنه لم يكن قادرًا على إنتاج الألمنيوم عند المهبط.
في عام 1884، وبعد إنشائه كيرًا وفرنًا منزلي الصنع يعمل على الفحم في عرزال خشبي خلف منزل العائلة، حاول هول من جديد إيجاد محفز يسمح له بإرجاع الألمنيوم بالكربون عند درجات حرارة مرتفعة: «جربت خلائط الألومينا والكربون مع أملاح الباريوم ومع الكريوليت ومع كربونات الصوديوم، على أمل الحصول على تفاعل مزدوج تكون نتيجته النهائية الألمنيوم. أذكر أنني اشتريت بعض الصوديوم المعدني وحاولت إرجاع الكريوليت، ولكنني حصلت على نتائج سيئة جدًّا. صنعت بعض كبريتيد الألمنيوم إلا أنني وجدته غير واعد كمصدر للألمنيوم عندها كما كان منذ ذلك الحين».
اضطر هول إلى صناعة معظم أجهزته وتحضير المواد الكيميائية، وساعدته أخته الأكبر سنًا، جوليا برينرد هول، في ذلك. يتضمن الاختراع الأساسي الذي اكتشفه هول في 23 من شهر  فبراير عام 1886 إمرارَ حقلٍ كهربائي في حمام من الألومينا المحلول في الكريوليت، ما ينتج بركة من الألمنيوم تتشكل في قعر المعوجة. في 9 يوليو 1886 تقدم هول للحصول على أولى براءات اختراعه. اكتُشفت هذه العملية، بنفس الوقت تقريبًا، من قبل الفرنسي بول هيرو وأصبحت تعرف باسم عملية هول-هيرو.
بعد أن فشل في إيجاد الدعم المادي في وطنه، ذهب هول إلى بيتسبرغ حيث كان على اتصال مع عالم كيمياء المعادن ألفرد إي. هنت. شكلا معًا شركة شركة استخلاص الألمنيوم في بيتسبورغ (ذا ريدوكشن كومباني أوف بيتسبورغ)، التي افتتحت أول مصنع إنتاج واسع النطاق للألمنيوم. أصبحت شركة ذا ريدوكشن كومباني فيما بعد تُعرف باسم (شركة أمريكا للألمنيوم)، ثم شركة ألكوا. كان هول من كبار مالكي الشركة، وأصبح ثريًّا بسببها.
نتج عن عملية هول-هيرولت في النهاية انخفاض سعر الألمنيوم 200 مرة، ما جعله متاحًا للكثير من الاستخدامات العملية. وصل الإنتاج السنوي بحلول عام 1900 إلى نحو 8000 طن. يُنتج الألمنيوم اليوم بكميات أكبر من كل المعادن غير الحديدية الأخرى مجتمعة.
يعتقد البعض أن هول هو من وضع التهجئة الأمريكية الحالية لكلمة ألمنيوم «aluminum» ولكن، استُخدمت هذه التهجئة من قبل همفري ديفي في بداية القرن التاسع عشر، وكانت التهجئة المعتمدة في قاموس نواه وبستر في عام 1828. استخدمت تهجئة «aluminium» بشكل شائع في الولايات المتحدة حتى عام 1895 أو 1900، ولم تُتبن تهجئة «aluminum» بشكل رسمي من قبل الجمعية الكيميائية الأمريكية حتى عام 1925. تستخدم براءات اختراع هول الأولى تهجئة «aluminium». في المملكة المتحدة، وفي البلدان الأخرى التي تستخدم التهجئة البريطانية، تُستخدم فقط تهجئة «aluminium» حاليًّا. تكافئ تهجئة آخر جزء من كلمة ألمنيوم في كل اللغات الأخرى –تقريبًا- نهاية «-يوم – بالإنجليزية: -ium».

## جوائز
حصل على جوائز منها:
- ميدالية بيركن [الإنجليزية]‏ (1911)
- القاعة الوطنية للمخترعين المشاهير.